# فلسفة علم الحاسوب
فلسفة علم الحاسوب

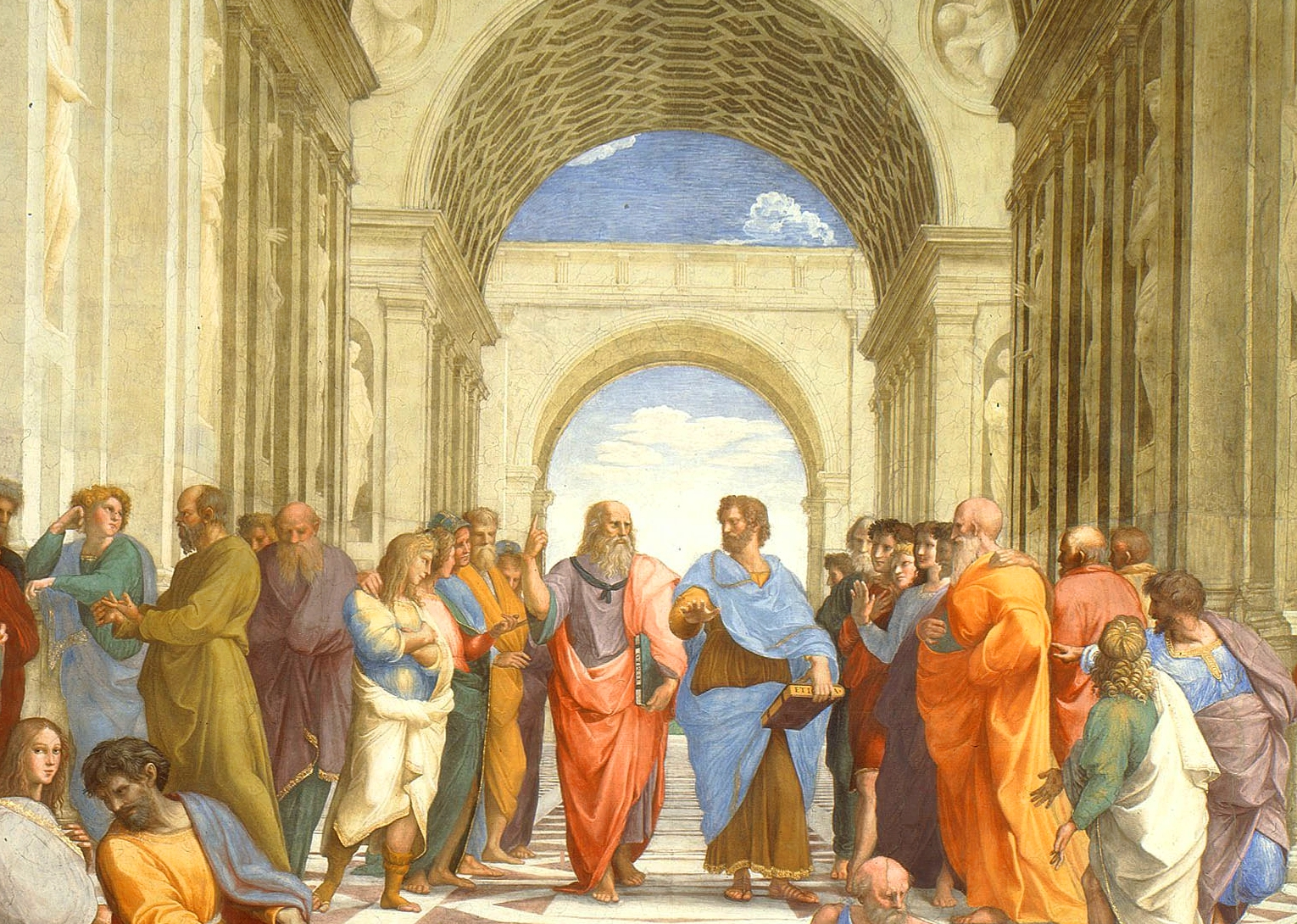
قصر جيونج بوك جونج

تهتم فلسفة علم الحاسوب بالأسئلة الفلسفية التي تبرز عند دراسة علم الحاسوب، الذي يُفهم أن معناه لا يقتصر فقط على [البرمجة] ولكن يتضمن أيضًا الدراسة الكاملة للمفاهيم والمنهجيات التي تساعد في تطوير وصيانة أنظمة الحاسوب. وعلى الرغم من وجود بعض محاولات تطوير فلسفة علم الحاسوب مثل فلسفة الفيزياء أو فلسفة الرياضيات، فلا يزال لا يوجد فهم مشترك لمحتوى فلسفة علم الحاسوب أو هدفها أو بؤرة اهتمامها أو موضوعها.

## الحوسبة والفلسفة
توفر عمليات التقدم والجهود الإبداعية الحديثة في الحوسبة، مثل الويب الدلالي وهندسة الانتولوجيا وهندسة المعرفة والذكاء الاصطناعي الحديث، الفلسفة مع أفكار مثمرة ومواضيع بحث ومنهجيات ونماذج جديدة ومتطورة للاستعلام الفلسفي. ويجلب علم الحاسوب فرصًا وتحديات جديدة للدراسات الفلسفية التقليدية ويغير الطرق التي يفهم بها الفلاسفة المفاهيم الأساسية في الفلسفة.
أصبحت المواضيع التقليدية في الفلسفة، وتحديدًا، العقل والوعي والخبرة والإدراك والمعرفة والحقيقة والأخلاق والإبداع، محط اهتمام مشترك بشكل متسارع ومحور تركيز البحث في علم الحاسوب، على سبيل المثال في مجالات من قبيل حوسبة العملاء والعملاء البرمجيين والتقنيات الذكية للعملاء المتنقلين.
ووفقًا لإل فلوريدي  يمكن للشخص التفكير في عدة أمور من أجل تطبيق الطرق الحسابية فيما يتعلق بالأمور الفلسفية:
1. التجارب التصورية في البيئة الظاهرية: كامتداد إبداعي للتقليد القديم لـ التجريب الفكري، بدأ اتجاه في الفلسفة لتطبيق مخططات النمذجة الحسابية على الأسئلة في [المنطق] ونظرية المعرفة وفلسفة العلوم وفلسفة علم الأحياء وفلسفة العقل وهلم جرا.
2. Pancomputationalism: حسب هذا الرأي، تعتبر المفاهيم الحسابية والمعلوماتية من القوة بحيث تقدم المستوى الصحيح للتجريد، يمكن وضع نموذج لأي شيء في العالم وتمثيله كنظام حسابي، ويمكن محاكاة أية عملية حسابيًا. ومع ذلك ، يواجه مؤيدو وجهة النظر هذه مهمة صعبة متمثلة في تقديم إجابات موثوقة على السؤالين التاليين:
3. كيف يمكن للمرء تجنب طمس كل الاختلافات بين النظم؟
4. ماذا يعني ذلك بالنسبة للنظام محط البحث والذي لا يعد نظام معلومات (أو نظام [حسابي]، إذا كانت الحوسبة = معالجة المعلومات)؟

وقد وُصفت الخاصية الذاتية المزدوجة والذاتية التفاعلية للتنبيغ الذاتي المعلوماتي كذلك مجازًا بـ الإدراك المعلوماتي (infocognition) والحوسبة الأولية (protocomputing).

## مزيد من القراءة
- Timothy Colburn. Philosophy and Computer Science. Explorations in Philosophy. M.E. Sharpe, 1999. ISBN 1-56324-991-X.
- A.K. Dewdney. New Turning Omnibus: 66 Excursions in Computer Science
- Luciano Floridi (editor). The Blackwell Guide to the Philosophy of Computing and Information, 2004.
- Luciano Floridi (editor). Philosophy of Computing and Information: 5 Questions. Automatic Press, 2008.
- Luciano Floridi. Philosophy and Computing: An Introduction, Routledge, 1999.
- Christian Jongeneel. The informatical worldview, an inquiry into the methodology of computer science.
- جان فان ليوين  [لغات أخرى]‏. "Towards a philosophy of the information and computing sciences", NIAS Newsletter 42, 2009.
- Alexander Ollongren، Jaap van den Herik. Filosofie van de informatica. London and New York: Routledge, 1999. ISBN 0-415-19749-X
- Matti Tedre (2006). The Development of Computer Science: A Sociocultural Perspective. Doctoral thesis for University of Joensuu.
- Ray Turner and Ammon H. Eden. "The Philosophy of Computer Science". موسوعة ستانفورد للفلسفة.

## روابط خارجية
Academic organizations and university departments
- The International Association for Computing and Philosophy
- Philosophy of Computer Science نسخة محفوظة 18 فبراير 2009 على موقع واي باك مشين. at جامعة إسكس
- Center for Philosophy of Computer Science (Informatics) at جامعة أوتريخت

Workshops and conferences
- Philosophy of the Information and Computing Sciences held in February 2010 at the Lorentz Center

Courses
- Philosophy of Computer Science at جامعة بافالو
- The Philosophy of Computer Science. Graduate course including lecture notes. Matti Tedre, جامعة شرق فنلندا, Department of Computer Science and Statistics.